# Petite Beauce
La Petite Beauce, ou Beauce blésoise, est une macro-région naturelle française, située principalement dans le département de Loir-et-Cher et dans une petite partie du Loiret.
C'est un petit espace reconnu par une tradition pluriséculaire, sur le plateau situé entre la Loire et le Loir, entre le Blésois et le Vendômois, et dans le prolongement occidental de la véritable Beauce, dont il affecte les principales caractéristiques d'openfield.

## Géographie
La Petite Beauce est irriguée principalement par la Cisse, affluent de rive droite de la Loire.

## Classement
Une partie de la Petite Beauce d'une superficie de 52 565 hectares est classée dans le réseau Natura 2000 depuis le 3 mars 2006 en zone de protection spéciale (ZPS) pour la conservation des espèces d'oiseaux sauvages.

### Liste des communes concernées
La zone de protection spéciale « Petite Beauce » s'étend, totalement ou partiellement, sur le territoire de 49 communes du département de Loir-et-Cher :
- 21 communes en totalité : Averdon, Baigneaux, Boisseau, Champigny-en-Beauce, La Chapelle-Saint-Martin-en-Plaine, La Chapelle-Vendômoise, Conan, Concriers, Landes-le-Gaulois, La Madeleine-Villefrouin, Marolles, Maves, Rhodon, Saint-Bohaire, Selommes, Talcy, Tourailles, Villefrancœur, Villemardy, Villeneuve-Frouville, Villexanton ;
- 28 communes partiellement : Briou, Coulommiers-la-Tour, Épiais, Faye, Fossé, Françay, Herbault, Josnes, Lancôme, Lorges, Marchenoir, Mer, Mulsans, Oucques, Le Plessis-l'Échelle, Pray, Périgny, Roches, Saint-Denis-sur-Loire, Saint-Lubin-en-Vergonnois, Saint-Léonard-en-Beauce, Sainte-Gemmes, Séris, Suèvres, Vievy-le-Rayé, Villebarou, Villerbon, Villeromain, Villetrun[1].